# Мечеть Тезепир
Мечеть Тезепир (азерб. Təzəpir məscidi) — мечеть в Баку.

## История
|                            |
|                            |
| Внешний вид Мечеть Тезепир |

Строительство мечети началось 23 июля 1905 года при покровительстве меценатки Набат-ханум Ашурбековой, на территории бывшего селения Хальфедам, где в прошлом было расположено место паломничества. Архитектором строительства являлся Зивер бек Ахмедбеков. После смерти меценатки строительство было приостановлено, однако вскоре продолжилось при её сыне и было закончено в 1914 году.
Профункционировав три года, в связи с Октябрьской революцией в 1917 году мечеть была закрыта. В разные годы мечеть функционировала как кинотеатр и амбар. Лишь с 1943 года и по сей день стала функционировать вновь как мечеть.  
В 2005 году по поручению Президента Ильхама Алиева был разработан и осуществлен проект по реконструкции мечети. 6 июля 2009 года после завершения строительно-реставрационных работ была проведена церемония открытия мечети, в которой принимал участие Президент.
Ахундом мечети является Шейх-уль-ислам Гаджи Аллахшукюр Паша-заде. На территории мечети расположено здание Управления мусульман Кавказа.

## Архитектура
Интерьер мечети имеет площадь 1400 м² и украшен узорами школы азербайджанской живописи и редкими образцами восточных орнаментов. Михраб и купол сделаны из мрамора. В мужском молельном зале имеется 52 люстры, в женском — 5. Женская молельня сделана из фисташкового дерева, металлические лестницы заменены на покрытые деревом железобетонные. Для молящихся имеется гардероб.
Декоративные элементы мечети, верхушки минаретов и надписи сделаны из золота. Купол, на котором 6 раз написано «Ля Илахя Илляллах», сделан из камня Гызылгая. Высота купола составляет полтора метра. Окна и двери мечети изготовлены из красного дерева. Под углублённым на 30 сантиметров полом мечети установлена система обогрева. На полу устлан ковёр «намазлык» для 72 молящихся.

## Галерея

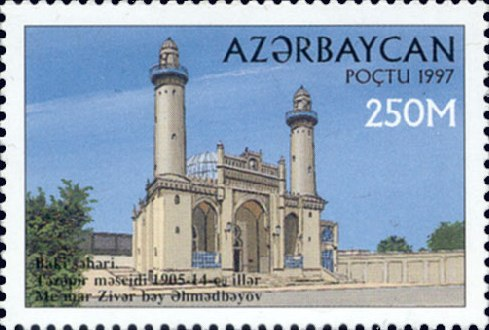
Марка Азербайджана с изображением мечети в 1905 году
Макет мечети в Культурном центре Гейдара Алиева
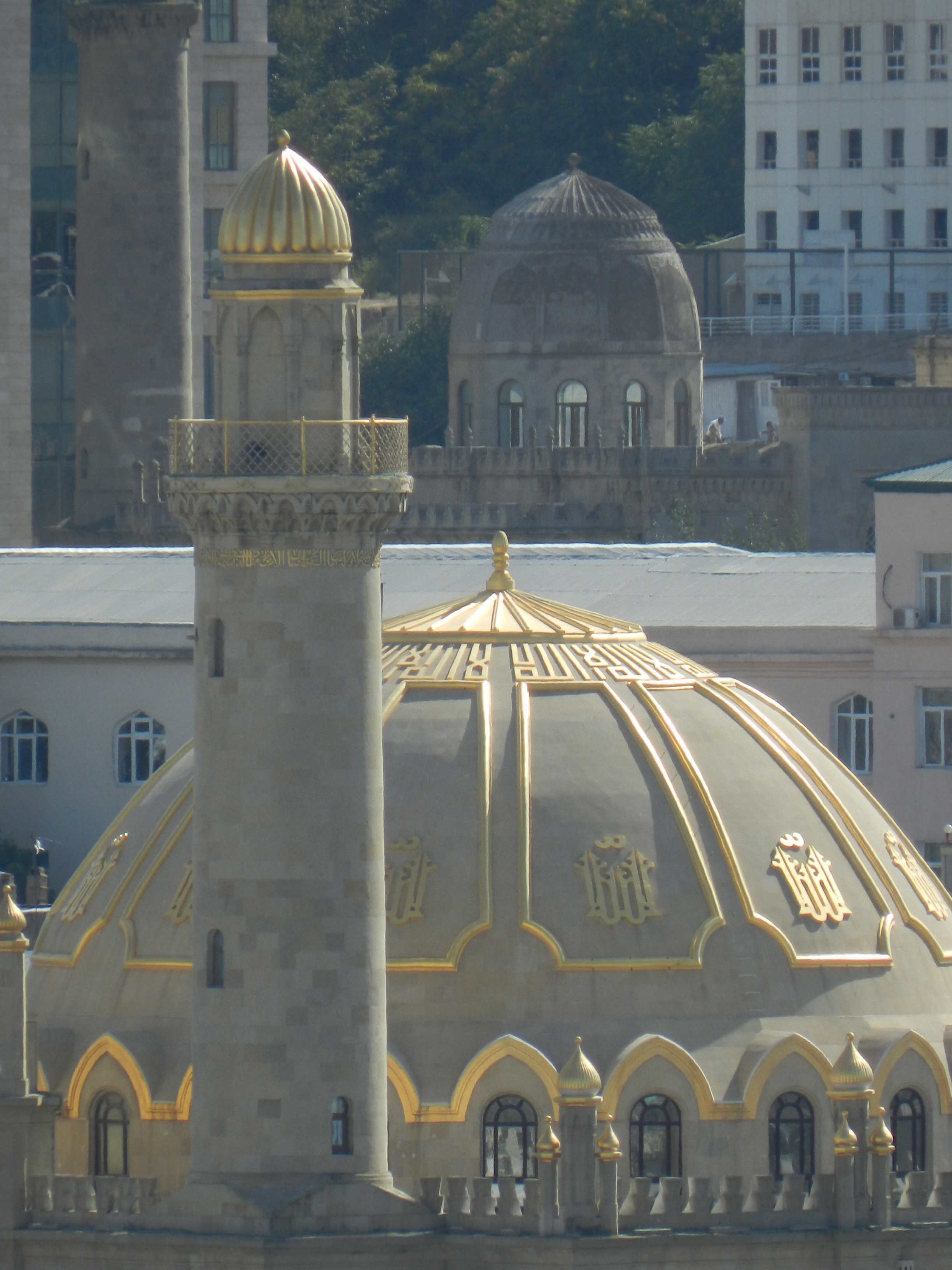
Мечеть Тезепир 2014г.
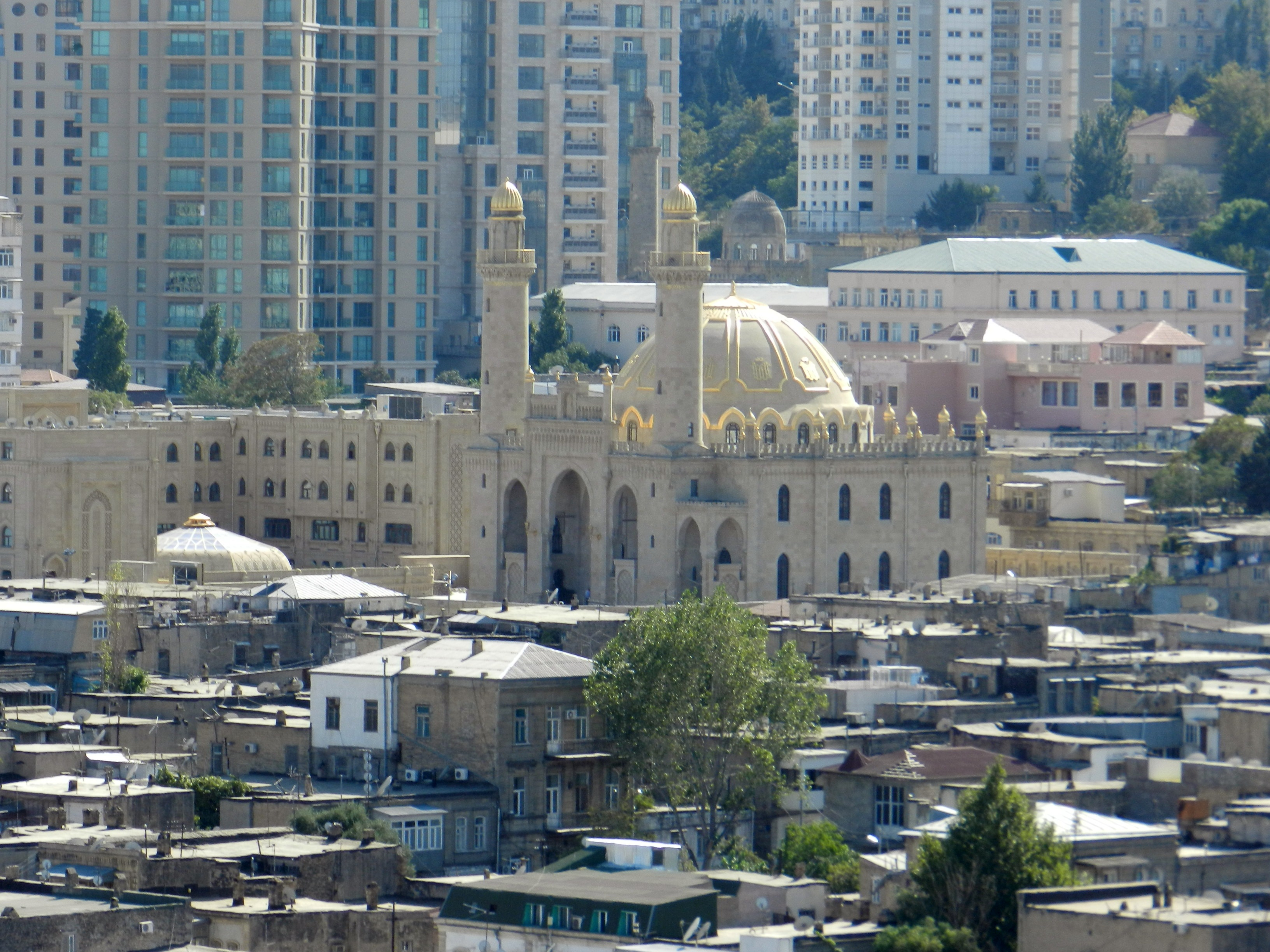
Мечеть Тезепир 2014г.